# Kristina Elez

Kristina "Kike" Elez (rođena: Franić) (Solin, 22. svibnja 1987.), hrvatska rukometašica, članica rukometnog kluba ŽRK Podravka Koprivnica u koji je prešla iz rukometnog kluba Rostov-Don. Članica je i Hrvatske rukometne reprezentacije.